# 데로형 전기 기관차
데로형 전기 기관차는 일제 강점기에 도입된 대한민국 최초의 전기 기관차이다.

## 역사
데로형 전기 기관차는 수송애로 해소를 위해 산악구간의 전철화가 추진되면서 도입이 결정되었다. 1937년에 경원선의 복계~고산 구간 전철화가 계획되고, 1938년에 경경선(현재의 중앙선) 제천~풍기 구간 및 도시구간인 경인선의 서울~인천간의 전철화가 계획, 추진되었는데, 이 과정에서 초기에는 중앙선의 제천역에 배치할 예정이었다. 그러나, 이후 우선순위가 변경되어 경원선 쪽의 전철화가 먼저 추진되어, 해당 구간에 배치하게 되었다.
1943년 12월에 초도 1량이 부산항에 입항되어 부산공장에서 조립, 서울(당시의 경성)으로 회송, 전시되었다. 이후 시운전이 필요하였으나, 당시까지 전철 공사가 완성되지 않아서 철원역 구내에서 금강산선의 설비를 활용해 시운전을 실시하였다고 한다. 이후 1944년에 경원선의 변전설비가 완성되어 전철공사가 완료되자, 2월 13일에 단기 시운전, 동년 3월 27일 및 3월 28일에 열차 시운전을 실시하였으며, 동년 4월 1일에 영업운전을 개시하였다.
총 납입 대수는 논란이 있는 것으로 보이나, 일본 측 자료의 언급에 따르면 당초 계획수량은 총 26량으로, 이 중 20량이 경원선 복계-고산간 운행용, 6량이 중앙선 제천-풍기간 운행용으로 계획되어 있었다고 한다. 국내 자료에 따르면 데로1형 4량, 데로2형 2량으로 6량이 납품되었다고 하나, 실제로는 1945년 해방 직전까지 1차분 9량 중 8량이 납품, 경원선 구간에 운용되고 1량이 용산정비창에 잔존하고 있었으며, 추가로 일본에서 1량이 부관페리 선적을 대기하고 있었으나 8.15 해방으로 인해 납품이 중지되었다.
이후 1946년, 미군정청의 결정에 따라 중앙선 제천-풍기간 전철화 공사가 재개되면서 일본으로부터 7량(이중 1량은 이전 선적대기분, 6량은 종전후 생산분)이 한국전쟁 이전까지 추가 도입되었다. 이 시점에서 대한민국에 납품된 데로형 전기기관차는 총 16량이었다.
한국전쟁 시점까지 남한에 남아있던 8량은 7량이 서울 용산정비창, 1량이 부산정비창에서 운행 대기중이었으나 한국전쟁 발발로 인해 서울에 있던 7량이 북한에 탈취당했으며, 부산에 남아있던 1량은 이후 1958년에 폐차되었다고 한다.

## 구조 및 특징

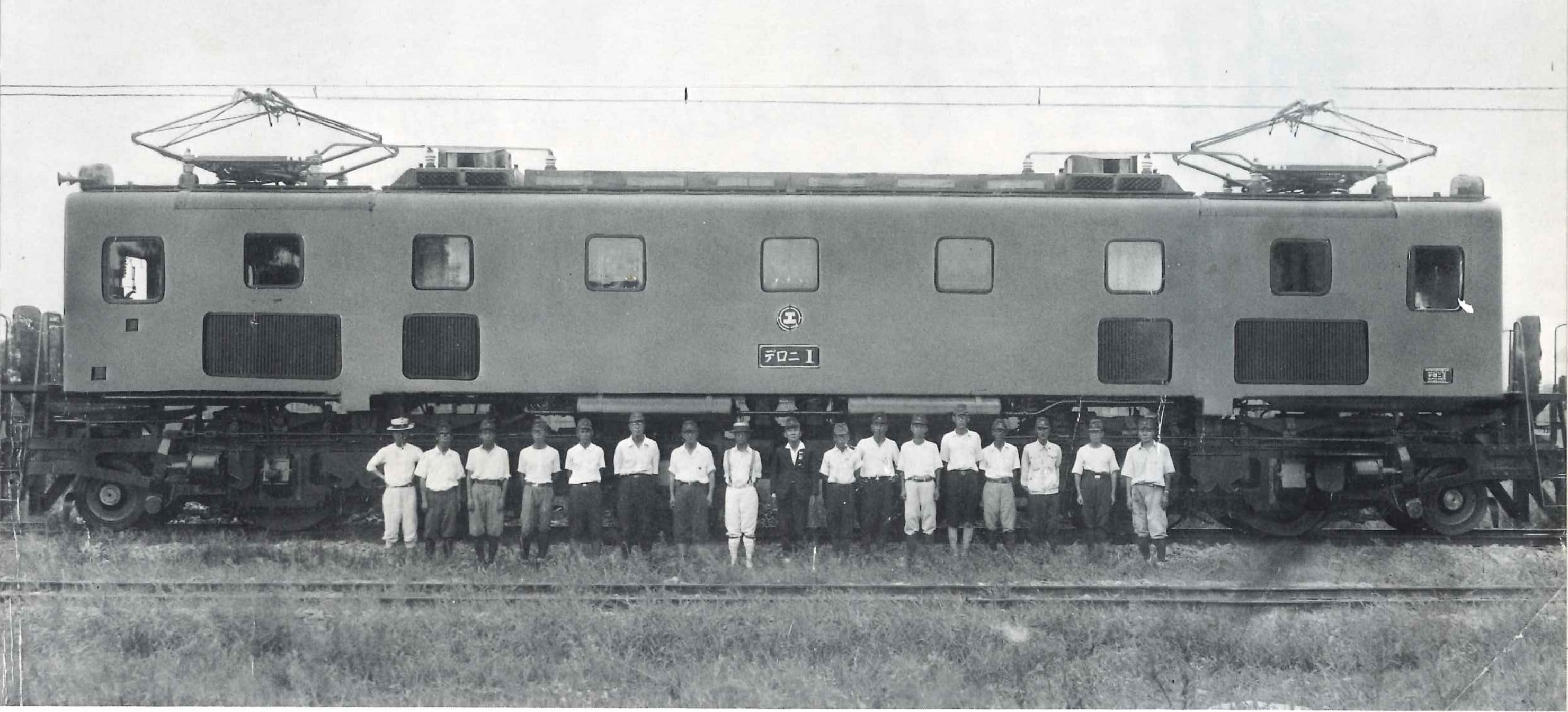
히타치제 데로2형

모든 데로형은, 1500V와 3000V의 전력을 사용하고, 회생제동과 총괄제어 기능을 가졌으며, 6개의 동축과 2개의 부수축을 가진 1C-C1의 차륜 배치를 취하였고, 박스형의 차체 형상을 하고 있었다. 전륜 지름 860mm, 동륜 지름 1,370mm이다.각 형식 별로는 세부 사양의 차이가 존재한다.
- 데로1형은 도시바에 의해서 납품된 차량이며 일본의 EF11형을 원형으로 제작했다.[5] 다른 형식에 비해서 출력이 10% 정도 높았으나, 정격속도는 약간 떨어졌다.
- 데로2형은 히타치에 의해서 납품된 차량으로, 데로1형과 대동소이하다. 일본의  EF12형을 도입해 출력을 저하한탓에 출력이 약간 낮게 설정되어 있었다.
- 데로3형은 미쓰비시에 의해 납품이 예정되어 있던 형식으로, 실제 납품되어 운용되지는 않은 것으로 보인다. 성능 등은 다른 데로형과 대동소이하나, 전동기 형식이 변동되는 등의 차이가 존재한다.

## 운행 구간
경원선의 복계~고산 간의 산악 구간에서 운행되었다. 해방 이후에도 북한에 의해서 계속되어 사용되었고 영어 위키백과 등 일부 자료에 의하면 아직 운행 중이라고도 한다. 실제로 2011년에는 함경남도 고원군의 한 건널목에서 데로형으로 추정되는 전기 기관차가 촬영되어 신빙성을 더하고 있다. 북측에서는 동 형식의 기관차를 "전기하"라는 명칭으로 호칭하는 것으로 보인다.

## 기타

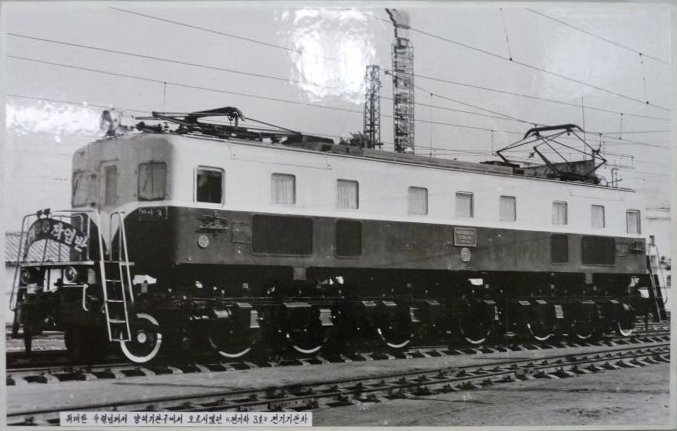
사적기관차 전기하-3

북한에서는 동 형식의 기관차를 사적 기관차로 지정하여 두고 있다.